# Penza
Penza (rusko Пе́нза, IPA: [ˈpʲɛnzə]) je največje in glavno mesto Penzenske oblasti v Rusiji. Leži ob reki Suri, 625 km jugovzhodno od Moskve. Leta 2010 je imela Penza 517.311 prebivalcev in bila tako 36. največje mesto v Rusiji. Leta 2023 je imela 492.376 prebivalcev.
Ime pomeni v mokaškem jeziku »konec močvirne reke«.
Simbol mesta so trije snopi žita: pšenice, ječmena in prosa, na zeleno-zlatem ozadju.
Center mesta leži na območju nekdanje lesene trdnjave.

## Zgodovina
Penza je bila ustanovljena kot obmejno mesto-trdnjava. Maja 1663 je v Penzo prispel arhitekt Jurij Kontranski z ukazi carja Alekseja Mihajloviča zgraditi mesto-trdnjavo. To je bil del širše politike okrepiti obrambo pred napadi krimskih Tatarov. Sprva je bil grajen lesen kremelj, vas in nastanitev za plemstvo ter trgovce. Moskovska vlada je sem namestila kozake, ki so utrdbo zgradili in jo imenovali »Čerkaski Ostroh«. Na podlagi utrdbe se je zaradi množičnega priseljevanja, predvsem Rusov, razvilo mesto. Leta 1774 je Penzo zasedla uporniška vojska, ki jo je vodil Jemeljan Pugačev, meščani pa so sprejeli uporniške kozake.
Leta 1848 je bil v mestu odprt en najstarejših ruskih hipodromov, leta 1873 pa prvi ruski cirkus.
Leta 1985 je mesto prejelo red dela rdeče zastave, leta 2021 pa red mesto dela.

## Pobratena mesta
Penza je pobratena z Mitišči, Omskom, Tambovom, Mogilevom, Békéscsabo, Skopjem, Julienne, Ramat Ganom, Landžovom in Pusanom. 